# Desloratadine
La desloratadine (nom commercial Aerius) est un antihistaminique de type H1 de deuxième génération. Elle a été brevetée en 1984 et utilisée depuis 2001.
Elle est indiquée pour le traitement symptomatique de la rhinite allergique et de l'urticaire.
La desloratadine est non lénifiante (non sédative), d'action prolongée exerçant un effet antagoniste sélectif sur les récepteurs H1 périphériques. Après administration, la desloratadine bloque de manière spécifique les récepteurs histaminiques H1 périphériques parce qu'elle ne se diffuse pas dans le système nerveux central.

## Effets secondaires
Les effets secondaires les plus fréquents peuvent inclure de la fatigue, une sécheresse buccale ainsi que des maux de tête.